# Україна на Олімпійських іграх (легка атлетика)
Українські легкоатлети беруть участь в олімпійських змаганнях з легкої атлетики, принаймні починаючи з 1908 року. Першим уродженцем України, що виступив в легкоатлетичних  змаганням, став стрибун у висоту Йозеф Галущинський, що представляв Угорщину на Олімпійських іграх в Лондоні та посів 13-е місце з результатом 1 м 72 см
На іграх 1912 року у Стокгольмі представники України виступали у складі збірної Австрії, зокрема в її складі були зокрема спортовці львівського легкоатлетичного клубу «Погонь» бігуни на дистанціях 100 метрів — Тадеуш Гарчинський , 200 та 400 метрів — Владислав Понурський, 800 та 1500 метрів — Здзіслав Латавек та 10000 метрів Ян Мржиглодський, а також майстер спортивної ходьби на 10 км Валерій Яворський.
На олімпіадах 1924, 1928, 1932 та 1936 року уродженці України та представники спортивних клубів Галичини представляли на легкоатлетичних змаганнях Польщу, зокрема на іграх в Амстердамі львівський клуб «Погонь» представляв у штовханні ядра та метанні диску Йозеф Баран-Білевський. 
На Іграх 1952—1988 українські спортсмени (ті, які у рік проведення відповідних Ігор представляли на внутрішній арені Українську РСР) виступали в складі збірної СРСР (крім Ігор-1984, які СРСР  бойкотував).
На Олімпіаді-1992 українські легкоатлети брали участь у складі Об'єднаної команди.
Збірна України з легкої атлетики, як самостійна команда, бере участь в олімпійських змаганнях, починаючи з 1996 року.

## Олімпійські медалісти
| 1956 Мельбурн | 1956 Мельбурн         | 1956 Мельбурн |
| ------------- | --------------------- | ------------- |
| 3             | Віктор Цибуленко Київ | метання списа |
| 3             | Надія Коняєва Київ    | метання списа |

| 2 | Леонід Бартенєв Київ | 4×100 м |

| 1960 Рим | 1960 Рим                                 | 1960 Рим          |
| -------- | ---------------------------------------- | ----------------- |
| 1        | Володимир Голубничий Сумська область     | ходьба 20 км      |
| 1        | Віктор Цибуленко Київ                    | метання списа     |
| 1        | Людмила Лисенко Дніпропетровська область | 800 м             |
| 1        | Віра Крепкіна Київ                       | стрибки у довжину |
| 3        | Валерій Брумель Львівська область        | стрибки у висоту  |
| 3        | Ігор Тер-Ованесян Львівська область      | стрибки у довжину |

| 2 | Леонід Бартенєв Київ | 4×100 м |

| 1964 Токіо | 1964 Токіо                           | 1964 Токіо           |
| ---------- | ------------------------------------ | -------------------- |
| 3          | Іван Бєляєв Дніпропетровська область | 3000 м з перешкодами |
| 3          | Володимир Голубничий Сумська область | ходьба 20 км         |

| 1968 Мехіко | 1968 Мехіко                          | 1968 Мехіко      |
| ----------- | ------------------------------------ | ---------------- |
| 1           | Володимир Голубничий Сумська область | ходьба 20 км     |
| 3           | Валентина Козир Київ                 | стрибки у висоту |

| 1972 Мюнхен | 1972 Мюнхен                          | 1972 Мюнхен    |
| ----------- | ------------------------------------ | -------------- |
| 1           | Валерій Борзов Київ                  | 100 м          |
| 1           | Валерій Борзов Київ                  | 200 м          |
| 1           | Анатолій Бондарчук Київ              | метання молота |
| 1           | Микола Авілов Одеська область        | десятиборство  |
| 2           | Євген Аржанов Київ                   | 800 м          |
| 2           | Володимир Голубничий Сумська область | ходьба 20 км   |
| 2           | Леонід Литвиненко Київ               | десятиборство  |

| 2 | Валерій Борзов Київ | 4×100 м |

| 1976 Монреаль | 1976 Монреаль                 | 1976 Монреаль  |
| ------------- | ----------------------------- | -------------- |
| 1             | Юрій Сєдих Київ               | метання молота |
| 3             | Валерій Борзов Київ           | 100 м          |
| 3             | Анатолій Бондарчук Київ       | метання молота |
| 3             | Микола Авілов Одеська область | десятиборство  |

| 3 | Валерій Борзов Київ                  | 4×100 м |
| 3 | Тетяна Пророченко Запорізька область | 4×100 м |
| 3 | Людмила Аксьонова Київ               | 4×400 м |

| 1980 Москва | 1980 Москва                           | 1980 Москва       |
| ----------- | ------------------------------------- | ----------------- |
| 1           | Володимир Кисельов Полтавська область | штовхання ядра    |
| 1           | Юрій Сєдих Київ                       | метання молота    |
| 1           | Надія Олізаренко Одеська область      | 800 м             |
| 1           | Надія Ткаченко Донецька область       | п'ятиборство      |
| 2           | Василь Архипенко Донецька область     | 400 м з бар'єрами |
| 3           | Валерій Підлужний Донецька область    | стрибки у довжину |
| 3           | Юрій Тамм Київ                        | метання молота    |
| 3           | Надія Олізаренко Одеська область      | 1500 м            |
| 3           | Тетяна Скачко Луганська область       | стрибки у довжину |

| 1 | Тетяна Пророченко Запорізька область | 4×400 м |
| 1 | Ніна Зюськова Донецька область       | 4×400 м |

| 1988 Сеул | 1988 Сеул                           | 1988 Сеул          |
| --------- | ----------------------------------- | ------------------ |
| 1         | Геннадій Авдєєнко Одеська область   | стрибки у висоту   |
| 1         | Сергій Бубка Донецька область       | стрибки з жердиною |
| 1         | Ольга Бризгіна Луганська область    | 400 м              |
| 1         | Тетяна Самоленко Запорізька область | 3000 м             |
| 3         | Рудольф Поварніцин Київ             | стрибки у висоту   |
| 3         | Юрій Тамм Київ                      | метання молота     |
| 3         | Тетяна Самоленко Запорізька область | 1500 м             |
| 3         | Олена Жупієва Харківська область    | 10000 м            |

| 1 | Віктор Бризгін Луганська область     | 4×100 м |
| 1 | Ольга Бризгіна Луганська область     | 4×400 м |
| 1 | Марія Пінігіна Київ                  | 4×400 м |
| 1 | Людмила Джигалова Харківська область | 4×400 м |

| 1992 Барселона | 1992 Барселона                      | 1992 Барселона    |
| -------------- | ----------------------------------- | ----------------- |
| 2              | Ольга Бризгіна Луганська область    | 400 м             |
| 2              | Тетяна Самоленко Запорізька область | 3000 м            |
| 2              | Інеса Кравець Київ                  | стрибки у довжину |

| 1 | Ольга Бризгіна Луганська область     | 4×400 м |
| 1 | Людмила Джигалова Харківська область | 4×400 м |

| 1996 Атланта | 1996 Атланта                       | 1996 Атланта      |
| ------------ | ---------------------------------- | ----------------- |
| 1            | Інеса Кравець Київ                 | потрійний стрибок |
| 3            | Олександр Багач Київська область   | штовхання ядра    |
| 3            | Олександр Крикун Черкаська область | метання молота    |
| 3            | Інга Бабакова Миколаївська область | стрибки у висоту  |

| 2000 Сідней | 2000 Сідней                                | 2000 Сідней       |
| ----------- | ------------------------------------------ | ----------------- |
| 3           | Геннадій Горбенко Дніпропетровська область | 400 м з бар'єрами |
| 3           | Роман Щуренко Київ                         | стрибки у довжину |

| 2004 Афіни | 2004 Афіни                       | 2004 Афіни        |
| ---------- | -------------------------------- | ----------------- |
| 2          | Олена Красовська Київ            | 100 м з бар'єрами |
| 3          | Тетяна Терещук-Антіпова Київ     | 400 м з бар'єрами |
| 3          | Віта Стьопіна Запорізька область | стрибки у висоту  |

| 2008 Пекін | 2008 Пекін                              | 2008 Пекін    |
| ---------- | --------------------------------------- | ------------- |
| 1          | Наталія Добринська Вінницька область    | семиборство   |
| 2          | Ірина Ліщинська Донецька область        | 1500 м        |
| 2          | Олена Антонова Дніпропетровська область | метання диска |
| 3          | Наталія Тобіас Донецька область         | 1500 м        |

| 2012 Лондон | 2012 Лондон                                                                              | 2012 Лондон       |
| ----------- | ---------------------------------------------------------------------------------------- | ----------------- |
| 3           | Україна Єлизавета Бризгіна (Лг) Марія Рємєнь (Зп) Олеся Повх (Зп) Христина Стуй (ІФ)     | 4×100 м           |
| 3           | Україна Аліна Логвиненко (Днц) Анна Рижикова (Днп) Наталія Пигида (Кв) Ольга Земляк (Рв) | 4×400 м           |
| 3           | Ольга Саладуха Донецька область                                                          | потрійний стрибок |

| 2016 Ріо-де-Жанейро | 2016 Ріо-де-Жанейро                  | 2016 Ріо-де-Жанейро |
| ------------------- | ------------------------------------ | ------------------- |
| 3                   | Богдан Бондаренко Харківська область | стрибки у висоту    |

| 2020 Токіо | 2020 Токіо                                | 2020 Токіо       |
| ---------- | ----------------------------------------- | ---------------- |
| 3          | Ярослава Магучіх Дніпропетровська область | стрибки у висоту |

| 2024 Париж | 2024 Париж                                | 2024 Париж       |
| ---------- | ----------------------------------------- | ---------------- |
| 1          | Ярослава Магучіх Дніпропетровська область | стрибки у висоту |
| 3          | Ірина Геращенко Київ                      | стрибки у висоту |
| 3          | Михайло Кохан Дніпропетровська область    | метання молота   |

## Мультимедалісти
| Атлет(ка)                                        | 1 | 2 | 3         | Загалом | Дисципліни                           | Роки       |
| ------------------------------------------------ | - | - | --------- | ------- | ------------------------------------ | ---------- |
| Ольга Бризгіна Луганська область                 | 3 | 1 | 0         | 4       | 400 м, 4×400 м                       | 1988-1992  |
| Валерій Борзов Київ                              | 2 | 1 | 2         | 5       | 100 м, 200 м, 4×100 м                | 1972-1976  |
| Володимир Голубничий Сумська область             | 2 | 1 | 1         | 4       | ходьба 20 км                         | 1960-1972  |
| Юрій Сєдих Київ                                  | 2 | 0 | 0 (+1)[a] | 2 (+1)  | метання молота                       | 1976-1980  |
| Людмила Джигалова Харківська область             | 2 | 0 | 0         | 2       | 4×400 м                              | 1988-1992  |
| Тетяна Самоленко (Доровських) Запорізька область | 1 | 1 | 1         | 3       | 1500 м, 3000 м                       | 1988-1992  |
| Інеса Кравець Київ                               | 1 | 1 | 0         | 2       | стрибки у довжину, потрійний стрибок | 1992-1996  |
| Анатолій Бондарчук Київ                          | 1 | 0 | 1         | 2       | метання молота                       | 1972-1976  |
| Микола Авілов Одеська область                    | 1 | 0 | 1         | 2       | десятиборство                        | 1972-1976  |
| Тетяна Пророченко Запорізька область             | 1 | 0 | 1         | 2       | 4×100 м, 4×400 м                     | 1976-1980  |
| Надія Олізаренко Одеська область                 | 1 | 0 | 1         | 2       | 800 м, 1500 м                        | 1980       |
| Ярослава Магучіх Дніпропетровська область        | 1 | 0 | 1         | 2       | стрибки у висоту                     | 2020-2024  |
| Леонід Бартенєв Київ                             | 0 | 2 | 0         | 2       | 4×100 м                              | 1956-1960  |
| Юрій Тамм Київ                                   | 0 | 0 | 2         | 2       | метання молота                       | 1980, 1988 |

a  Обидві золоті нагороди (1976—1980) Юрій Сєдих здобув у роки, коли на радянській арені він представляв Київ. Третю медаль — «срібло» на Іграх-1988 — він здобув, представляючи на той момент Москву, через що вона не врахована в «українській» статистиці його олімпійських виступів.

## Медальний залік
| У складі збірної СРСР       |    |        |           |        |        |    |
| 1952 Гельсінкі              | 11 | 0      | 0         | 0      | 0      |    |
| 1956 Мельбурн               | 11 | 0      | 0 (+1)[a] | 2      | 2 (+1) |    |
| 1960 Рим                    | 14 | 4      | 0 (+1)    | 2      | 6 (+1) |    |
| 1964 Токіо                  | 13 | 0      | 0         | 2      | 2      |    |
| 1968 Мехіко                 | 13 | 1      | 0         | 1      | 2      |    |
| 1972 Мюнхен                 | 19 | 4      | 3 (+1)    | 0      | 7 (+1) |    |
| 1976 Монреаль               |    | 1      | 0         | 3 (+3) | 4 (+3) |    |
| 1980 Москва                 |    | 4 (+2) | 1         | 4      | 9 (+2) |    |
| 1988 Сеул                   |    | 4 (+4) | 0         | 4      | 8 (+4) |    |
| У складі Об'єднаної команди |    |        |           |        |        |    |
| 1992 Барселона              |    | 0 (+2) | 3         | 0      | 3 (+2) |    |
| Україна                     |    |        |           |        |        |    |
| 1996 Атланта                |    | 1      | 0         | 3      | 4      | 13 |
| 2000 Сідней                 |    | 0      | 0         | 2      | 2      | 39 |
| 2004 Афіни                  |    | 0      | 1         | 2      | 3      | 25 |
| 2008 Пекін                  | 77 | 1      | 2         | 1      | 4      | 9  |
| 2012 Лондон                 | 78 | 0      | 0         | 3      | 3      | 33 |
| 2016 Ріо-де-Жанейро         | 65 | 0      | 0         | 1      | 1      | 35 |
| 2020 Токіо                  | 44 | 0      | 0         | 1      |        | 36 |

a  Тут і надалі у дужках вказані медалі, здобути українцями в естафетних дисциплінах у складі збірних СРСР та Об'єднаної команди.

## Найкращі в дисциплінах
Таблиця нижче містить інформацію про найвищі місця у дисциплінах сучасної олімпійської легкоатлетичної програми, що їх посідали українські легкоатлети за всі роки виступів на Іграх.
| Чоловіки                                                                                       | Дисципліна        | Жінки                                |                                                                                          |             |
| Атлет                                                                                          | Місце             | Атлетка                              | Місце                                                                                    |             |
| ---------------------------------------------------------------------------------------------- | ----------------- | ------------------------------------ | ---------------------------------------------------------------------------------------- | ----------- |
| Валерій Борзов Київ                                                                            | (1972)            | 100 м                                | Жанна Пінтусевич Київ                                                                    | (1996)      |
| Валерій Борзов Київ                                                                            | (1972)            | 200 м                                | Тетяна Пророченко Запорізька область                                                     | (1976)      |
| Віктор Бураков Київ                                                                            | (1980)            | 400 м                                | Ольга Бризгіна Луганська область                                                         | (1988)      |
| Євген Аржанов Київ                                                                             | (1972)            | 800 м                                | Людмила Лисенко Дніпропетровська область                                                 | (1960)      |
| Надія Олізаренко Одеська область                                                               | (1980)            | 800 м                                |                                                                                          |             |
| Іван Гешко Хмельницька область                                                                 | (2004)            | 1500 м                               | Ірина Ліщинська Донецька область                                                         | (2008)      |
| Сергій Лебідь Донецька область                                                                 | (2000)            | 5000 м                               | відсутня[b]                                                                              | відсутня[b] |
| Іван Чернявський Черкаська область                                                             | (1956)            | 10000 м                              | Олена Жупієва Харківська область                                                         | (1988)      |
|                                                                                                | 100 м з бар'єрами | Олена Красовська Київ                | (2004)                                                                                   |             |
| Євген Буланчик Київ                                                                            | (1952)            | 110 м з бар'єрами                    |                                                                                          |             |
| Василь Архипенко Донецька область                                                              | (1980)            | 400 м з бар'єрами                    | Тетяна Терещук-Антіпова Київ                                                             | (2004)      |
| Іван Бєляєв Дніпропетровська область                                                           | (1964)            | 3000 м з перешкодами                 | Марія Шаталова Житомирська область                                                       | (2016)      |
| Україна Костянтин Рурак (Зп) Сергій Осович (ІФ) Олег Крамаренко (Зп) Владислав Дологодін (Хрк) | (1996)            | 4×100 м                              | Україна Єлизавета Бризгіна (Лг) Марія Рємєнь (Зп) Олеся Повх (Зп) Христина Стуй (ІФ)     | (2012)      |
| Віктор Бризгін Луганська область                                                               | (1988)            | 4×100 м                              | Тетяна Пророченко Запорізька область                                                     | (1976)      |
| Україна Олександр Кайдаш (Хрк) Роман Воронько (Днп) Євген Зюков (Хрк) Геннадій Горбенко (Днп)  | (2000)            | 4×400 м                              | Україна Аліна Логвиненко (Днц) Анна Рижикова (Днп) Наталія Пигида (Кв) Ольга Земляк (Рв) | (2012)      |
| Україна Володимир Демченко (Днп) Євген Зюков (Хрк) Михайло Книш (Вн) Андрій Твердоступ (Хрк)   | (2004)            | 4×400 м                              | Тетяна Пророченко Запорізька область                                                     | (1980)      |
| Ніна Зюськова Донецька область                                                                 | (2004)            | 4×400 м                              | (1980)                                                                                   |             |
| Віктор Бураков Київ                                                                            | (1980)            | 4×400 м                              | Марія Пінігіна Київ                                                                      | (1988)      |
| Ольга Бризгіна Луганська область                                                               | (1988, 1992)      | 4×400 м                              |                                                                                          |             |
| Людмила Джигалова Харківська область                                                           | (1988, 1992)      | 4×400 м                              |                                                                                          |             |
| Олександр Сітковський Донецька область                                                         | (2012)            | марафон                              | Тетяна Половинська АР Крим                                                               | (1988)      |
| Володимир Голубничий Сумська область                                                           | (1960, 1968)      | ходьба 20 км                         | Валентина Савчук Волинська область                                                       | (2000)      |
| Ігор Главан Сумська область                                                                    | (2012)            | ходьба 50 км                         |                                                                                          |             |
| Геннадій Авдєєнко Одеська область                                                              | (1988)            | висота                               | Ярослава Магучіх Дніпропетровська область                                                | (2024)      |
| Сергій Бубка Донецька область                                                                  | (1988)            | жердина                              | Марина Килипко Харківська область                                                        | (2020)      |
| Ігор Тер-Ованесян Львівська область                                                            | (1960)            | довжина                              | Віра Крепкіна Київ                                                                       | (1960)      |
| Валерій Підлужний Донецька область                                                             | (1980)            | довжина                              |                                                                                          |             |
| Роман Щуренко Київ                                                                             | (2000)            | довжина                              |                                                                                          |             |
| Віктор Кузнєцов Київська область                                                               | (2008)            | потрійний                            | Інеса Кравець Київ                                                                       | (1996)      |
| Володимир Кисельов Полтавська область                                                          | (1980)            | ядро                                 | Вікторія Павлиш Харківська область                                                       | (1996)      |
| Віктор Компанієць Київ                                                                         | (1960)            | диск                                 | Олена Антонова Дніпропетровська область                                                  | (2008)      |
| Ігор Дугинець Одеська область                                                                  | (1980)            | диск                                 |                                                                                          |             |
| Анатолій Бондарчук Київ                                                                        | (1972)            | молот                                | Ірина Секачова Київська область                                                          | (2004)      |
| Юрій Сєдих Київ                                                                                | (1976, 1980)      | молот                                |                                                                                          | (2004)      |
| Віктор Цибуленко Київ                                                                          | (1960)            | спис                                 | Надія Коняєва Київ                                                                       | (1956)      |
|                                                                                                | семиборство[c]    | Наталія Добринська Вінницька область | (2008)                                                                                   |             |
| Микола Авілов Одеська область                                                                  | (1972)            | десятиборство                        |                                                                                          |             |

b  Людмила Коваленко залишається єдиною олімпійською учасницею серед українок у бігу на 5000 метрів, який був введений до програми Ігор 1996 року на заміну бігу на 3000 метрів. На Олімпіаді-2012 вона не пройшла далі забігу. Пізніше результат Коваленко був анульований у зв'язку з дискваліфікацією внаслідок порушення антидопінгових правил. Жіноча дистанція бігу на 3000 метрів була представлена на трьох Олімпіадах (1984—1992), найкращим виступом українок на яких було «золото» Тетяни Самоленко 1988 року.
c У жіночій олімпійські програмі семиборство прийшло на заміну п'ятиборству, яке було в олімпійській програмі упродовж 1964—1980 років. У змаганнях п'ятиборок найвищим досягненням українок була золота нагорода Надії Ткаченко на Олімпіаді-1980.

## Дискваліфікації
Нижче вказані українські легкоатлети, результати олімпійських виступів яких були анульовані внаслідок порушення антидопінгових правил.
| Чоловіки            | Чоловіки                                    | Чоловіки           | Чоловіки |
| ------------------- | ------------------------------------------- | ------------------ | -------- |
| · (2004)            | Юрій Білоног Одеська область                | штовхання ядра     | [ 19 ]   |
| · (2012)            | Олександр П'ятниця Дніпропетровська область | метання списа      | [ 20 ]   |
| · (2008)            | Денис Юрченко Донецька область              | стрибки з жердиною | [ 21 ]   |
| (2012)              | Назар Коваленко Київська область            | ходьба 20 км       |          |
| кваліфікація (2012) | Максим Мазурик Донецька область             | стрибки з жердиною |          |
| кваліфікація (2012) | Андрій Семенов Одеська область              | штовхання ядра     |          |
| кваліфікація (2012) | Олександр Дриголь Дніпропетровська область  | метання молота     |          |

| Жінки               | Жінки                                  | Жінки                       | Жінки  |
| ------------------- | -------------------------------------- | --------------------------- | ------ |
| · (2008)            | Людмила Блонська Київська область      | семиборство                 | [ 22 ] |
| (2012)              | Людмила Йосипенко Київська область     | семиборство                 |        |
| (2008)              | Віта Паламар Київ                      | стрибки у висоту            |        |
| (2012)              | Тетяна Гамера-Шмирко Київська область  | марафон                     |        |
| (2016)              | Ольга Земляк Рівненська область        | естафетний біг 4×400 м      |        |
| (2016)              | Олеся Повх Запорізька область          | естафетний біг 4×100 м      |        |
| (2016)              | Ольга Земляк Рівненська область        | біг на 400 м                |        |
| (2016)              | Аліна Фьодорова Київська область       | семиборство                 |        |
| (2012)              | Олена Шумкіна Донецька область         | ходьба 20 км                |        |
| півфінал (2004)     | Жанна Блок Київ                        | біг на 100 м                |        |
| півфінал (2016)     | Олеся Повх Запорізька область          | біг на 100 м                |        |
| півфінал (2016)     | Наталія Лупу Чернівецька область       | біг на 800 м                |        |
| півфінал (2012)     | Анна Тітімець Дніпропетровська область | біг на 400 м з бар'єрами    |        |
| забіг (2016)        | Юлія Олішевська Черкаська область      | біг на 400 м                |        |
| забіг (2012)        | Ганна Міщенко Харківська область       | біг на 1500 м               |        |
| забіг (2012)        | Анжеліка Шевченко Донецька область     | біг на 1500 м               |        |
| забіг (2012)        | Людмила Коваленко Житомирська область  | біг на 5000 м               |        |
| забіг (2012)        | Світлана Шмідт Донецька область        | біг на 3000 м з перешкодами |        |
| забіг (2004)        | Жанна Блок Київ                        | естафетний біг 4×100 м      |        |
| кваліфікація (2008) | Людмила Блонська Київська область      | стрибки у довжину           |        |
| кваліфікація (2012) | Маргарита Твердохліб Донецька область  | стрибки у довжину           |        |